# Eduarctus martensii
Eduarctus martensii is een tienpotigensoort uit de familie van de Scyllaridae. De wetenschappelijke naam van de soort is voor het eerst geldig gepubliceerd in 1881 door Pfeffer.